# Flächenkonkurrenz
Als Flächenkonkurrenz wird allgemein die Konkurrenz um Fläche durch verschiedene Nutzungsformen bezeichnet, insbesondere in Bezug auf landwirtschaftliche Nutzflächen. Im Mittelpunkt der Diskussion um Nutzungskonkurrenzen steht die Konkurrenz zwischen dem Anbau von Energiepflanzen zur Erzeugung von Bioenergie und dem Anbau von Nahrungs- und Futtermittelpflanzen.

## Anlass
Anlass für die Diskussion über Flächenkonkurrenz war die Nahrungsmittelpreiskrise 2007–2008.
In den Jahren 2007/2008 stiegen die Weltmarktpreise für Grundnahrungsmittel sprunghaft an. Verschiedene Stimmen führten die Preissteigerung auf die erhöhte Bioenergie-Nachfrage durch Europa und die USA zurück. Kritiker sprachen von einer Konkurrenz zwischen „Tank“ und „Teller“ (also zwischen Biokraftstoffen und Nahrungsmitteln).
In mehreren Ländern kam es zu Hungeraufständen. In Mexiko führten die steigenden Maispreise zu Massendemonstrationen (Tortilla-Krise). Die stark gestiegene Verwendung von Mais zur Bioethanolerzeugung in den USA galt als wichtiger Grund für den starken Anstieg des Tortilla-Preises in Mexiko.

## Diskussion
Der Preisanstieg war durch mehrere Faktoren bedingt. Neben der erhöhten Bioenergie-Nachfrage spielten weitere Faktoren eine Rolle: das Wachstum der Weltbevölkerung, der stark ansteigende Fleischkonsum insbesondere in bevölkerungsreichen Schwellenländern wie China und Indien, eine Folge von Missernten und Dürren, die Verteuerung von Düngemitteln (infolge hoher Erdölpreise), sowie Spekulationen an den Warenterminbörsen. Laut einem IFPRI-Modell war die verstärkte Produktion von Biokraftstoffen für etwa 30 % des Preisanstiegs bei Getreide (insbesondere Mais) zwischen 2000 und 2007 verantwortlich. Ähnliche Zahlen legte die Weltbank vor. Allerdings sank laut FAO Food Price Index das Preisniveau an den Weltmärkten anschließend wieder, obwohl unverändert Bioenergie gewonnen wurde. Die Weltgetreidevorräte erhöhten sich 2014 wieder auf 192 Mio. t, gleich einem Drittel der globalen Jahresernte.
Experten von Oxfam, der Welthungerhilfe und UNCTAD sahen den ausschlaggebenden Faktor in der Spekulation auf Nahrungsmittel. „Wir nehmen an, dass Indexfondsaktivität … eine Schlüsselrolle bei der Preisspitze von 2008 gespielt hat. Biosprit spielte auch eine gewisse Rolle, aber viel weniger, als ursprünglich gedacht“, so John Baffes in einem Arbeitspapier der Weltbank. Dem widerspricht der Wirtschaftsethiker Ingo Pies. Empirische Befunde sprächen dagegen, dass Spekulation für die Preisanstiege verantwortlich war. Vielmehr habe es eine tatsächliche realwirtschaftliche Verknappung von Nahrungsmitteln gegeben. Die wichtigsten Gründe hierfür seien das starke Wirtschaftswachstum in Schwellenländern, die Einführung milliardenschwerer Subventionsprogramme für „Biosprit“ in den USA und in der EU sowie wetterbedingte Ernteausfälle gewesen.
Nach Berechnungen von Michael Schmitz, Professor für Agrar- und Entwicklungspolitik an der Justus-Liebig-Universität Gießen, sind die Preisanstiege bei Nahrungsmitteln nur zu einem geringen Teil auf die erhöhte Nachfrage nach Biokraftstoffen zurückzuführen. Für eine Studie simulierte er die Auswirkungen der erhöhten Biokraftstoffproduktion auf das Preisniveau von neun Agrarprodukten in 16 Ländern bis zum Jahr 2020. Der ermittelte Preisunterschied betrug bei Weizen 2,1 %, bei Futtergetreiden 7,3 %, bei Ölsaaten 7,1 % und bei Rohzucker 21,2 %. Bei Reis war überhaupt kein Einfluss festzustellen. Biokraftstoffe und ihre Förderung könnten „nicht für Hunger und Armut in der Welt verantwortlich gemacht werden […] Selbst ihr Einfluss auf das Preisgeschehen am Weltmarkt ist begrenzt oder nur im Zusammenspiel mit anderen Treibern kurzfristig bedeutsam.“
Der UN-Sondergesandte für das Recht auf Nahrung, Jean Ziegler, bezeichnete die Herstellung von Bioethanol in einem Interview des Bayerischen Rundfunks als Verbrechen gegen die Menschheit (wörtlich: „Die Bio-Treibstoff-Fabrikation heute ist ein Verbrechen gegen die Menschheit.“) und hat den Anbau von Energiepflanzen als drohendes Massaker an den Menschen in Entwicklungsländern kritisiert. Gleichzeitig warnte er angesichts von rund 850 Millionen hungernden Menschen vor Unruhen und Aufständen. Der Anbau von Energiepflanzen wurde auch beim Frühjahrstreffen des Internationalen Währungsfonds als Gefahr für die Ernährung der Weltbevölkerung bezeichnet. Entwicklungshilfeministerin Heidemarie Wieczorek-Zeul erklärte am Rande der Konferenz, dass die Erhöhung des Lebensmittelpreises um einen Prozentpunkt ungefähr 16 Millionen Menschen zusätzlich der Gefahr des Hungers aussetze. Weiter forderte sie eine Aussetzung der Bioethanolbeimischung. Laut Vereinten Nationen würden jedes Jahr 1,3 Milliarden Tonnen Lebensmittel in den Müll geworfen, was rechnerisch etwa viermal so viel wie nötig wäre, um das Hungerproblem in der Welt zu lösen. Allein die in den Industrienationen weggeworfene Menge von 300 Millionen Tonnen jährlich würde reichen, um alle hungernden Menschen zu ernähren.
Verschiedene Beobachter, wie der Politikwissenschaftler Wolfgang Gründinger, betonen, es sei überzogen und nicht korrekt, Biotreibstoffe für alle Fehlentwicklungen in der internationalen Landwirtschaft verantwortlich zu machen. Die primäre Flächenkonkurrenz bestehe zur Fleischproduktion: In Brasilien dienen 220 Millionen Hektar als Weideland und 23 Millionen Hektar für Sojafelder für Viehfutter. Nur auf sechs Millionen Hektar befinden sich Zuckerrohrplantagen, von denen wiederum nur die Hälfte für Bioethanol genutzt wird – und dieses Benzin fließt in die Tanks der heimischen brasilianischen Ethanolautos, und dient kaum dem Export. Allein Deutschland importiert jährlich 40 Millionen Tonnen Soja aus Übersee. Das beansprucht rund 20 Millionen Hektar Fläche – so viel wie ein Zehntel der gesamten Agrarfläche der EU. Ohne die Koppelprodukte aus der Biokraftstoffproduktion müsste Deutschland fast 50 % mehr Soja-Futtermittel importieren. Auf den Getreidemärkten ist die EU dagegen ein Nettoexporteur auf den Weltmärkten. Für das Wirtschaftsjahr 2012/13 wird mit EU-Weizenexporten von 16 Millionen Tonnen gerechnet, gegenüber Importen von 5,5 Millionen Tonnen.
Nach 2011 kam es zu einer Entspannung auf den Weltagrarmärkten. Die Überschüsse etwa von Reis als bedeutendstem Nahrungsgetreide, von Grobgetreide für Tierfütterung sowie Weizen stiegen laut UN-Landwirtschaftsorganisation (FAO) deutlich an. Allein die weltweiten Bestände dieser Getreidearten, also die Vorräte in den Lägern, sollen zusammen rund 564 Millionen Tonnen erreichen. Am Ende des Wirtschaftsjahres 2012/13 waren es 497 Millionen Tonnen.

## Nutzungskonkurrenz zu Tierhaltung
Verschiedene Agrarwissenschaftler betonen, die primäre Nutzungskonkurrenz bestehe momentan nicht zwischen „Teller und Tank“, sondern zwischen „Teller und Trog“. „Bei beispielsweise 8 kg Getreide, die zur Erzeugung von 1 kg Rindfleisch verwendet werden, spitzt sich dabei insbesondere die Konkurrenz zwischen Teller und Trog immer mehr zu“, so etwa Wilfried Bommert, Autor des Buches Kein Brot für die Welt. Im Schnitt seien sieben pflanzliche Kalorien nötig, um eine Kalorie Fleisch zu erzeugen. Durch eine Senkung des Fleischkonsums könnten große Anbauflächen und Getreidemengen zugunsten der menschlichen Ernährung statt für die Viehmast genutzt werden. Zu beachten ist jedoch die positive Lebensmittelkonversionseffizienz von Milchkühen.
Im Amazonas beispielsweise ist der Energiepflanzenanbau (z. B. von Zuckerrohr) keine bedeutende Gefährdung der Regenwälder, sondern vielmehr der Anbau von Futtermitteln sowie Weideflächen. Laut Greenpeace gehen insgesamt 80 Prozent des Regenwaldverlustes im Amazonasgebiet auf das Konto der Tierhaltung. Andere Quellen sehen Widersprüche in den unterschiedlichen Quellen bezüglich der konkreten abgeholzten Regenwaldflächen.
Zudem ist die Tierhaltung allein für 18 Prozent der globalen CO2-Emissionen verantwortlich. Durch eine Reduktion des Fleischkonsums könnten der Klimawandel entscheidend begrenzt und die durch ihn verursachten Kosten um weltweit 20 Milliarden US-Dollar verringert werden.

## Nutzungskonkurrenz zu Energiepflanzen
Insgesamt erfordert die Nutzungskonkurrenz zwischen Energie- und Nahrungspflanzen eine differenzierte Bewertung, da viele Faktoren zu berücksichtigen sind.
Laut dem von der Agentur für Erneuerbare Energien im Januar 2010 vorgelegten Potenzialatlas Erneuerbare Energie wird der für Bioenergie benötigte Flächenbedarf in Deutschland von heute 1,6 Millionen Hektar auf 3,7 Millionen Hektar im Jahr 2020 ansteigen, wobei 15 % des gesamten deutschen Strom-, Wärme- und Kraftstoffbedarfs durch Bioenergie gedeckt werden kann. Die Versorgung mit Lebensmitteln sei dabei zu keinem Zeitpunkt gefährdet. „Trotz des steigenden Anteils der Bioenergie gibt es jedes Jahr deutliche Überschüsse bei der Getreideernte in Deutschland und der EU“, so Daniela Thrän vom Deutschen Biomasseforschungszentrum (DBFZ). „Die Produktivität in der Landwirtschaft steigt im Schnitt weiter an. Hinzu kommen Reststoffe wie Stroh, Gülle oder Restholz sowie brachliegende Flächen – das Potenzial bei Bioenergie ist also immer noch sehr groß.“ In der EU werden nach Erhebungen verschiedener EU-Agrarforschungsprojekte bis 2020 mehr als 20 Millionen Hektar frei, die für Energiepflanzen verwenden werden können.
Weltweit werden nach Schätzungen der Welternährungsorganisation FAO auf rund 30 Millionen Hektar (ca. 2 % der weltweiten Ackerfläche) Energiepflanzen angebaut. Gegenwärtig werden lediglich 5 % der globalen Getreideernte zur Herstellung von Biokraftstoffen genutzt. Von der europäischen Getreideernte werden nur 1,6 % für Biokraftstoffe genutzt. Der überwiegende Teil (58 %) wird für Viehfutter verwendet. Angesichts dieser Größenverhältnisse ist die Nutzungskonkurrenz zwischen Nahrungs- und Energiepflanzenanbau derzeit nicht akut.
Bei anhaltend starkem Ausbau ist zukünftig jedoch mit einer wachsenden Nutzungskonkurrenz zu rechnen. Dies hätte möglicherweise erhöhte Nahrungsmittelpreise zur Folge. Höhere Preise für landwirtschaftliche Erzeugnisse werden aber mittelfristig als positiv für die Landwirtschaft – insbesondere in Entwicklungsländern – gesehen. Derzeit sind die heimischen Erzeugnisse oft nicht konkurrenzfähig gegenüber den subventionierten und somit billigeren Agrarimporten aus Industrieländern, so dass Landwirte erwerbslos werden und Agrarflächen nicht wirtschaftlich genutzt werden können.
Durch Nutzung von degradierten Flächen sowie durch Nutzung von landwirtschaftlichen Reststoffen ist eine Verringerung der Flächenkonkurrenz möglich. Auch bei der perspektivischen Herstellung von Treibstoffen aus pflanzlichen Abfällen (Cellulose-Ethanol, BtL-Kraftstoff) ist die Nutzungskonkurrenz deutlich geringer.

## Folgen in Deutschland
2019 wurde in Deutschland auf 2,64 Millionen Hektar Mais angebaut. Rund zwei Drittel (63 %) dienten der Futtermittelproduktion, die übrigen 37 % entfielen auf den Anbau von Energiemais für Biogasanlagen.
Die Nutzungskonkurrenz führt auch in Deutschland zu einem Preisanstieg für diese Produkte. Steigende Pacht- oder Kaufpreise für landwirtschaftliche Flächen sind häufig in einzelnen Regionen Deutschlands zu beobachten, in denen der Anbau von Energiemais stark zugenommen hat. Teilweise kommt es zu Konflikten.

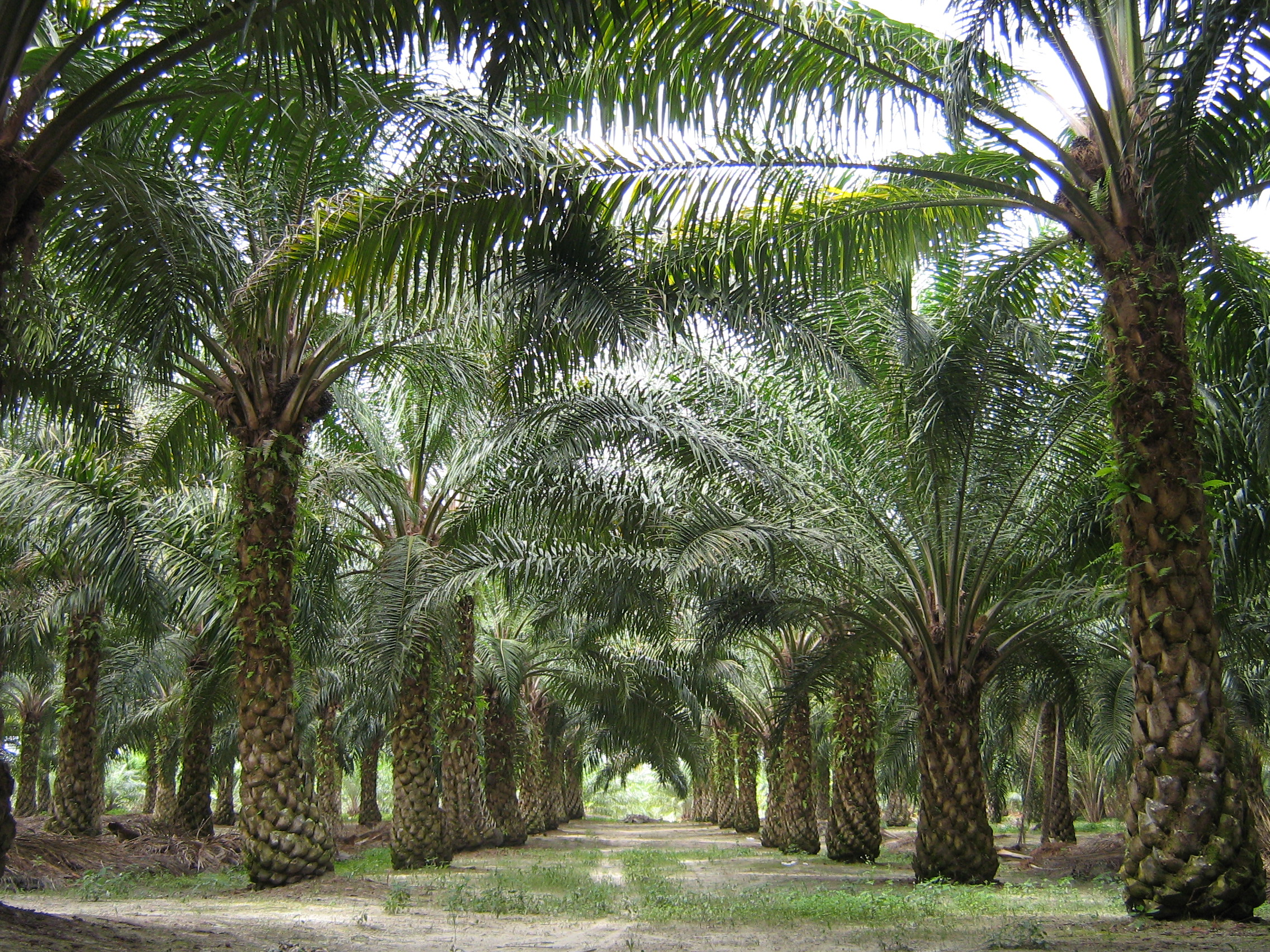
Palmölplantage in Malaysia

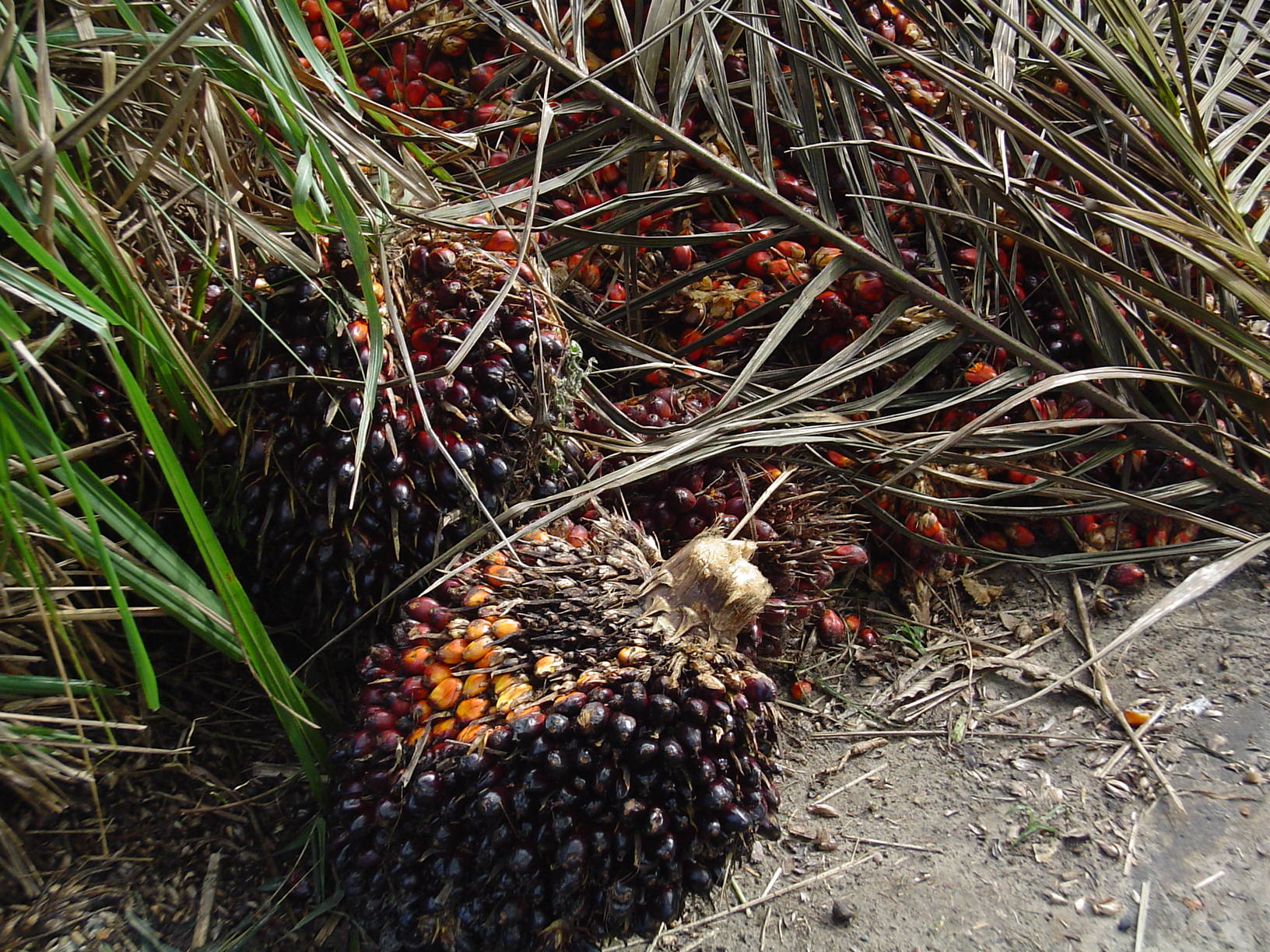
Wird für Palmölplantagen Urwald gerodet ist der PME 2,5-mal so klimaschädlich wie Diesel aus fossilem Erdöl. Wachsen die Palmen auf vorher nicht genutztem Grasland verbessert sich die Klimabilanz

## Strategien zur Entschärfung

### Begrenzung der Nahrungsmittelverschwendung
Weltweit werden jährlich 1,3 Milliarden Tonnen Lebensmittel weggeworfen. Das wäre ungefähr die Hälfte aller Lebensmittel und genug, um drei Milliarden Menschen zu ernähren, so die UN-Landwirtschaftsorganisation FAO. So entsorgen in Europa und Russland die Konsumenten durchschnittlich 95 Kilogramm pro Kopf und Jahr, die Lebensmittelindustrie 186 Kilogramm. In Deutschland wirft jeder Bürger durchschnittlich 82 Kilogramm im Gegenwert von 235 Euro pro Jahr weg, so eine Studie des Verbraucherministeriums. Bei Reduktion der Verschwendung und höherer Effizienz in Transport und Verteilung von Nahrungsmitteln könnte somit der Welthunger wesentlich entschärft werden.

### Koppel- und Kaskadennutzung
Kann ein Erzeugnis mit seinen Nebenprodukten verschiedenen Nutzungen parallel zugeführt werden, so bezeichnet man dies als Koppelnutzung. Ein Beispiel ist die Verwendung von Rapsöl als Lebensmittel oder Energieträger und die Nutzung des Rapskuchens oder des Rapsextraktionsschrotes als Futtermittel. Unter Kaskadennutzung versteht man dagegen eine hintereinander geschaltete stoffliche und energetische Nutzung, wobei die energetische Nutzung (Verbrennung) erst am Ende des Produktzyklus steht. Beide Strategien führen zu einer Erhöhung der Wertschöpfung je Fläche und damit zu einer Entschärfung der Flächen- bzw. Nutzungskonkurrenz. Angewandte Forschung auf diesem Gebiet wird daher vom BMELV im Rahmen des Förderprogramms Nachwachsende Rohstoffe der Bundesregierung gefördert.

### Zertifizierung
Um die Inanspruchnahme und Zerstörung natürlicher Ökosysteme zu begrenzen, wurde in der Richtlinie 2009/28/EG (Erneuerbare-Energien-Richtlinie) der Europäischen Union gefordert, dass Biomasse zur Nutzung als Biokraftstoff und zur Erzeugung von Bioenergie künftig bestimmte Nachhaltigkeitskriterien erfüllen müsse, wie ein Mindesteinsparpotential für Treibhausgase, Erhaltung der Biodiversität, Einhaltung von Sozialstandards. In Deutschland wurde diesen Vorgaben für den Bereich der Stromherstellung durch die Biomassestrom-Nachhaltigkeitsverordnung entsprochen. Analog dazu wurde die Biokraftstoff-Nachhaltigkeitsverordnung erlassen. Darüber hinausgehend fordert der Wissenschaftliche Beirat der Bundesregierung Globale Umweltveränderungen einen globalen Landnutzungsstandard, d. h. einen Standard zur Nachhaltigkeit der Landnutzung der sämtliche Nutzungsarten (Nahrungs- und Futtermittel, energetische und stoffliche Nutzung) einschließt. Der Direktor des Umweltbundesamtes, Jochen Flasbarth, erklärte: „Würden an alle landwirtschaftlichen Nutzungen so hohe Anforderungen wie an den Biosprit gestellt, dann lebten wir in einer besseren Welt.“

### Vermeidung von Sojaimporten durch Biokraftstoffe
Beim Anbau von Bioenergie aus Raps, Getreide und Zuckerrüben in Deutschland fallen neben dem Kraftstoff selbst auch sog. Koppelprodukte an, die als Futtermittel verwendet werden. Rapsschrot bzw. Rapskuchen aus der Biodieselherstellung sowie Getreidetrockenschlempe und Rübenschnitzel/-melasse aus der Bioethanolherstellung eignen sich in der Viehzucht als wertvolle Eiweißfuttermittel und ersetzen damit Importe von Sojaschrot aus Übersee. Dadurch vermindert sich der Druck auf Anbauflächen in anderen Ländern und mindert den Druck zur Rodung von Regenwäldern. Derzeit (2010) wachsen in Deutschland auf einer Fläche von 1,2 Millionen Hektar Pflanzen für die heimische Biokraftstoffproduktion. Damit wurden 2,0 Millionen Tonnen Biokraftstoffe sowie gleichzeitig 2,3 Millionen Tonnen Futtermittel hergestellt (Soja-Futtermitteläquivalent). Um die in Deutschland gehaltenen Rinder, Schweine und Hühner zu versorgen, wurden 2010 insgesamt 5,1 Millionen Tonnen Soja-Futtermittel importiert, davon 4,2 Millionen Tonnen aus Südamerika und 0,9 Millionen Tonnen aus dem Rest der Welt. Insbesondere in Südamerika wird der Sojaanbau häufig mit der Regenwaldzerstörung und nicht nachhaltigen Anbaumethoden in Verbindung gebracht.